# Rio Dâmbovița
O rio Dâmbovița (romeno Râul Dâmbovița) é um rio da Romênia afluente do rio Argeș. Possui 286 km de extensão. 
O rio Dâmbovița nasce nas montanhas Făgăraș e passa por Bucareste antes de desaguar no rio Argeș a 258 km da sua origem em Budești, no distrito de Călărași.
O distrito de Dâmbovița recebe o seu nome por causa do rio, já que grande parte do seu percurso passa por esta província romena.
O rio percorre as seguintes comunas, povoações e cidades:
- Dragoslavele
- Malu cu Flori
- Cândești
- Vulcana-Băi
- Voinești
- Mănești
- Dragomirești
- Lucieni
- Nucet
- Contești
- Lungulețu
- Bucareste (capital da Roménia)
- Plătăresti
- Vasilați
- Budești